# Banque Centrale des Comores
Die Zentralbank der Komoren (französisch: Banque Centrale des Comores, BCC) ist die Zentralbank der Komoren, einer Inselgruppe östlich von Mosambik im Indischen Ozean.

## Allgemeines
Die Zentralbank der Komoren besteht aus acht Mitgliedern, die von der Regierung der Komoren, der Französischen Zentralbank und der Französischen Regierung bestimmt werden. Der stellvertretende Direktor wird von der französischen Zentralbank gestellt und ist für die Geldpolitik zuständig. Die Kopplung aller Leitzinsen der Bank an den Euro Overnight Index Average (EONIA) führte zu einer Stabilisierung der Zinsdifferenzen zwischen dem Euro.
Der Hauptsitz befindet sich in Moroni, der derzeitige Bankdirektor ist Younoussa Imani.

## Bankensystem der Komoren
Das Bankensystem der Komoren besteht aus sechs verschiedenen Banken, der Zentralbank (BCC), der Banque pour l’Industrie et pour le Commerce-Comores (BIC-C), der Banque de Développement des Comores (BDC), der Banque Fédérale de Commerce (BFC), der Exim Bank Comores SA und der Société Nationale des Postes et des Services Financiers (SNPSF).
Eine Aufgabe der Zentralbank ist es, neu gegründete Banken auf den drei Hauptinseln der Komoren (Grande-Comore, Anjouan und Mohéli) zu genehmigen.